# Vocal media anterior no redondeada
La vocal media anterior no redondeada (escucharⓘ) es un tipo de sonido vocálico utilizado en algunas lenguas habladas. Si bien no hay un símbolo dedicado en el alfabeto fonético internacional que represente precisamente esta vocal que se encuentra entre la  [e] semicerrada y la [ɛ] semiabierta, algunos lingüistas (especialmente sinólogos) utilizan [E] en las transcripciones IPA para esta vocal. De lo contrario se utilizan los signos diacríticos (es decir, [e̞] o [ɛ̝], siendo el primero más común). 
Muchas lenguas, como el castellano, japonés, coreano o turco tienen una vocal media anterior no redondeada, que es fonéticamente distinta tanto de la vocal semicerrada como de la semiabierta. Algunos dialectos del inglés también tienen esta vocal media anterior. No obstante, no se conoce alguna lengua en que las tres se opongan, por lo que no hay un símbolo IPA distinto, y [e] se suele usar. Si se requiere de precisión, se puede utilizar un diacrítico: [e̞].
Se debe hacer notar que porque una lengua tenga sólo una vocal que no sea ni cerrada ni abierta no significa que sea una vocal media. En el igbo, por ejemplo, se encuentra una semicerrada [e], mientras que en búlgaro aparece una semiabierta [ɛ]; en ninguno de los dos idiomas se oponen a otra vocal semiabierta o semicerrada.

## Características
- Su abertura es media, lo que significa que la lengua se sitúa a medio camino entre una vocal semicerrada y una vocal semiabierta.
- Su localización es frontal, lo que significa que la lengua se sitúa lo más adelante posible en la boca sin crear una constricción que se pueda calificar como consonante.
- No es redondeada, lo que significa que los labios no se abocinan.

### Se presenta en
| Idioma      | Idioma                | Palabra             | AFI          | Significado | Notas                                                                                       |
| ----------- | --------------------- | ------------------- | ------------ | ----------- | ------------------------------------------------------------------------------------------- |
| Árabe       | Hiyazí                | ليلة                | [le̞ːla]      | 'Noche'     |                                                                                             |
| Inglés      | Dialecto de Yorkshire | pl'ay'              | [ple̞ː]       | 'Jugar'     | Véase Fonología del inglés                                                                  |
| Finés       | Finés                 | m'e'n'e'n           | [me̞ne̞n]      | 'Yo iré'    | Véase Fonología del finés                                                                   |
| Griego      | Griego                | φαινόμενο/fainómeno | [fe̞ˈnome̞no]  | 'Fenómeno'  | Véase Fonología del griego moderno                                                          |
| Hebreo      | Hebreo                | חלק                 | [ˈχe̞le̞k]     | 'Parte'     | Las vocales hebreas no se muestran en el texto, Véase Niqqud y Fonología del hebreo moderno |
| Húngaro     | Húngaro               | h'é't               | [he̞ːt]       | 'Siete'     | Véase Fonología del húngaro                                                                 |
| Japonés     | Japonés               | 笑み                | [é̞mì] ⓘ      | 'Sonrisa'   | Véase Fonología del japonés                                                                 |
| Coreano     | Coreano               | 베개                | [pe̞ˈɡɛ]      | 'Almohadas' | Véase Fonología del coreano                                                                 |
| Rumano      | Rumano                | f'e't'e'            | [ˈfe̞te̞]      | 'Chicas'    | Véase Fonología del rumano                                                                  |
| Ruso        | Ruso                  | человек             | [t͡ɕɪlɐˈvʲe̞k] | 'Persona'   | Solamente se presenta después de consonantes suaves. Véase Fonología del ruso               |
| Serbocroata | Serbocroata           | жена/ž'e'na         | [ʒe̞na]       | 'Mujer'     | Véase Idioma serbocroata                                                                    |
| Español     | Español               | b'e'b'é'            | [be̞ˈβ̞e̞]      | 'Bebé'      | Véase Fonología del español                                                                 |
| Tagalo      | Tagalo                | daliri              | [dɐˈliɾe̞]    | 'Dedo'      | Véase Fonología del tagalog                                                                 |
| Turco       | Turco                 | 'e'v                | [e̞v]         | 'Casa'      | Véase Fonología del turco                                                                   |